# Syrmatium micranthum
Syrmatium micranthum är en ärtväxtart som först beskrevs av John Torrey och Asa Gray, och fick sitt nu gällande namn av Edward Lee Greene. Syrmatium micranthum ingår i släktet Syrmatium och familjen ärtväxter. Inga underarter finns listade i Catalogue of Life.